# Machilus odoratissima
Machilus odoratissima är en lagerväxtart som beskrevs av Christian Gottfried Daniel Nees von Esenbeck. Machilus odoratissima ingår i släktet Machilus och familjen lagerväxter. Inga underarter finns listade i Catalogue of Life.